# Eyeye
| Recensione | Giudizio |
| ---------- | -------- |
| NME        |          |

Eyeye (da pronunciare come Eye) è il quinto album in studio della cantautrice svedese Lykke Li, pubblicato nel 2022.

## Tracce
Testi e musiche di Lykke Li e Björn Yttling, eccetto dove indicato.
1. No Hotel – 2:26
2. You Don't Go Away – 3:13
3. Highway to Your Heart – 3:59
4. Happy Hurts – 4:56 (Lykke Li, Sarah Aarons, Eli Weisfield, Rodaidh McDonald, Carter Lang)
5. Carousel – 4:14
6. 5D – 3:45 (Lykke Li, Sarah Aarons, Eli Weisfield, Rodaidh McDonald, Carter Lang)
7. Over – 3:44
8. Ü&I – 7:16

## Classifiche
| Classifica (2022)      | Posizione massima |
| ---------------------- | ----------------- |
| Regno Unito (download) | 63                |
| Regno Unito (indie)    | 44                |